# ثاد (دفاع جوي)
ثاد (بالإنجليزية: Terminal High Altitude Area Defense)‏ اختصارًا THAAD هي منظومة دفاع جوي صاروخي من نوع أرض-جو تستعملها الولايات المتحدة الأمريكية وعدد من حلفائها، من المكونات الرئيسية لنظام الدفاع ضد الصواريخ البالستية المصمم لحماية القوات الأميركية وحلفائها والمناطق الرئيسية المأهولة والبنية التحتية الأساسية. ويعمل نظام ثاد في منطقة دفاع حيث يمكنه اعتراض الصواريخ البالستية القصيرة والمتوسطة المدى داخل وخارج الغلاف الجوي.
وهو نظام قابل للنقل وللنشر بسرعة، وبرهنت قدراته في العديد من التجارب الناجحة. يتوافق نظام ثاد عملياً مع العديد من مكونات أنظمة BMDS ويمكنه أن يتقبل البيانات التوجيهية من الأقمار الاصطناعية الخاصة بنظام Aegis للدفاع الصاروخي من البحر، والعديد من المستشعرات الخارجية الأخرى، كما يستطيع أن يعمل بالتوافق مع نظامي باتريوت وباك-3. لا يحمل صاروخ ثاد أية رأس حربية، ولكنه يعتمد على الطاقة الحركية عند التصادم لتحقيق الإصابة الفتاكة.
ويتم تصميم وبناء وتجميع نظام ثاد من قبل شركة لوكهيد مارتن للأنظمة الفضائية وتعمل كمقاول رئيسي، أما المقاولين الثانويين الرئيسيين الآخرين فيتضمنون شركة رايثيون وبوينغ وإيروجت وروكيتداين و هانيويل بي إيه إي سيستمز وMiltonCAT وشركة أوشكوش وشركة كاتربيلر.
دخل برنامج إنتاج النظام إلى مرحلة تطوير التصميم في عام 2000، وقد أُجريت له أكثر من 30 تجربة حرة، وسيتكلف المشروع نحو 23 مليار دولار وهي تكلفة البحث والتطوير والتجارب والتصنيع والتشغيل والصيانة لمدة 20 عامًا حتى يتم نشره. ودخل البرنامج إلى مرحلة الإنتاج الكمي منذ عام 2007. ومخطط أن تحصل القوات البرية الأمريكية على 99 قاذفاً للنظام، و 18 راداراً و 1422 صاروخاً.
يتكون النظام ثاد من قاذف صاروخي متحرك وقذيفة اعتراضية مزودة بمستشعرات وحاسوب قادر على التمييز بين الأهداف الحقيقية والكاذبة بالإضافة إلى محطة رادار كشف وتتبع، ومركز قيادة وسيطرة متحرك، وهو ما يعطي النظام خفة حركة عالية والقاذف مجهز على عربة من النوع M1075، يبلغ طولها 12م وعرضها 3.2م , في حين تتكون بطارية النظام من 9 عربات مجهزة بالقواذف، تحمل كل منها من ستة إلى ثمانية صواريخ؛ إضافة إلى مركزين للعمليات و محطة رادار. تعالج المعلومات عن الهدف ونقطة التقابل المحتملة قبل الإطلاق، كما يمكن تحديث تلك البيانات، وإرسال أوامر لتصحيح المسار للصاروخ أثناء الطيران.
ويستخدم النظام الرادار GBR من إنتاج شركة رايثيون، في المراقبة واكتشاف وتمييز الأهداف. كما يمكن توجيه الصاروخ بواسطة المعلومات الواردة من نظم المراقبة الفضائية. يمكن نقل الرادار بواسطة الطائرة سي 130 هيركوليز ويمكنه اكتشاف الصواريخ البالستية على مسافة تبلغ ألف كم من موقع الرادار .

## التطوير

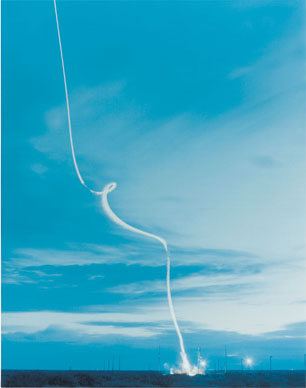
صاروخ ثاد أثناء الانطلاق

جيش الولايات المتحدة مدفعية الدفاع الجوي أعلنت وكالة الدفاع الصاروخي عن قيامها بمنح شركة لوكهيد مارتن في سانيفايل كاليفورنيا عقداً غير محدد الكمية أو مواعيد التسليم بقيمة أقصاها بـ 515.4 مليون دولار أميركي. بموجب هذا العقد الملحق سوف تكون الشركة مسؤولة عن إجراء تطوير ودمج وتجربة أي من برامج التحديث لنظام الدفاع الصاروخي على ارتفاع عالٍ ثاد. وسوف تتطلب عمليات إنجاز المهام الصادرة بموجب هذا العقد مواصلة تطوير وتحسين واختبار نظام ثاد ومكوناته المختلفة. وتشمل مكونات نظام ثاد ما يلي: الصاروخ المعترض، نظام التحكم بالنيران والاتصالات، راجمة الصواريخ، معدات الدعم الفنية الخاصة، ناهيك عن جهاز رادار من طراز AN/TPY-2 مدمج في هذا النظام. ومما تتضمنه طلبات المهام لإنجاز العمل تحديث أجهزة الاتصالات، وخفض نسبة القدم التي قد تلحقه، وإجراء تجارب على الأرض وتجارب طيران، وإنجاز التطوير الجوهري للنظام من أجل تحقيق عملية دمج أكبر لنظام ثاد ضمن الهيكلية العامة لنظام الدفاع ضد الصواريخ البالستية الأميركي BMDS عبر توحيد عملية وظائف الدفاع الصاروخي.
وسيتم العمل على إنجاز هذا العقد في منشآت سانيفايل كاليفورنيا وهانتسفيل آلاباما. وتمتد فترة الطلب من أول شباط/ فبراير 2012 و31 كانون الثاني/ يناير 2017. وسوف ترصد لها مبالغ صندوق التمويل للعام 2012 الخاصة بالأبحاث والتطوير والتجارب والتقييم لتدعيم تمويل الطلبات الأولية. يعتبر نظام ثاد من المكونات الرئيسية لنظام الدفاع ضد الصواريخ البالستية BMDS المصمم لحماية القوات الأميركية وحلفائها والمناطق الرئيسية المأهولة والبنى التحتية الأساسية. وهو نظام قابل للنقل وللنشر بسرعة، وقد تم برهان قدراته في العديد من التجارب الناجحة. يتوافق نظام ثاد عملياً مع العديد من مكونات أنظمة BMDS ويمكنه أن يتقبل البيانات التوجيهية من الأقمار الاصطناعية الخاصة بنظام بنظام أيجيس المضاد للصواريخ التابع للبحرية، والعديد من المستشعرات الخارجية الأخرى. تجدر الإشارة أن الإمارات العربية المتحدة قد وقعت عقداً مع الولايات المتحدة عند نهاية العام الماضي 2014 لشراء نظام الدفاع الصاروخي المطور ثاد، وذلك في صفقة قيمتها 3.48 مليار دولار . وتحصل الإمارات بموجب تلك الصفقة على بطاريتي دفاع صاروخي نوع ثاد، بالإضافة إلى برامج التدريب والخدمات اللوجستية الخاصة بالنظام.

## المواصفات العامة والفنية

### الصاروخ

رسم تخطيطي لصاروخ ثاد

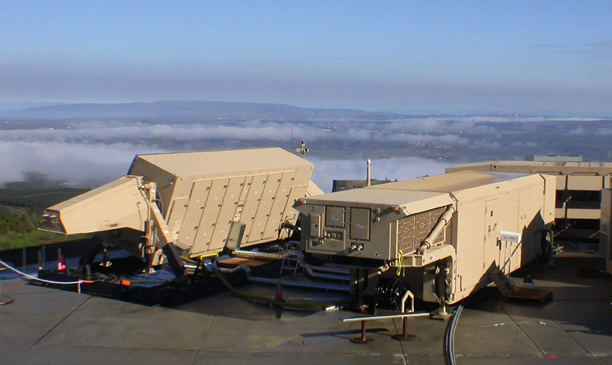
رادر ثاد AN/TPY-2 radar

- الطول 6.17 م.
- قطر وحدة الدفع 34 سم.
- قطر آلية القتل: 37 سم.
- وزن الإطلاق: 900 كجم.
- السرعة: 2800 م/ ث.
- المدى: أكثر من 200 كم.[4]
- أقصى ارتفاع للاعتراض: 150 كم.
- احتمالية الإصابة بأول صاروخ: 0.9.

### القاذف
- نوع العربة: M 1075.
- العدد: 8.
- طول العربة: 12.
- عرض العربة: 3.2 م.
- وزن العربة مع كاملة الحمولة: 40 طن.

### الرادار
- المدى: ألف كم.
- جهاز رادار من طراز AN/TPY-2 مدمج في هذا النظام.

## المستخدمون الحاليون
- الولايات المتحدة
- حلف شمال الأطلسي
- السعودية[5]

## مستخدمون في المستقبل
عُمان في 27 مايو 2013، أعلنت سلكتى عمان صفقة لشراء نظام الدفاع الجوي ثاد. و منذ ذألك الحين لم يتم التأكيد من قبل الولايات المتحدة الأمريكية .

## النشر في القواعد الأمريكية في الخارج
- كوريا الجنوبية في 17 أكتوبر 2013 ، طلب الجيش الكوري الجنوبي من البنتاغون تقديم معلومات عن نظام ثاد فيما يتعلق بالأسعار والقدرات كجزء من الجهود المبذولة لتعزيز الدفاعات ضد الصواريخ الباليستية الكورية الشمالية.  ومع ذلك ، قررت إدارة Park Geun-Hye الكورية الجنوبية أنها ستطور صاروخ أرض-جو طويل المدى خاص بها بدلاً من شراء THAAD.  طلب مسؤولو وزارة الدفاع في كوريا الجنوبية سابقًا معلومات عن ثاد ، بالإضافة إلى صواريخ اعتراضية أخرى مثلArrow 3 ، بقصد البحث عن أنظمة لتطوير التكنولوجيا المحلية بدلاً من الشراء. لكن المسؤولين ذكروا أن النشر الأمريكي لنظام ثاد سيساعد في مواجهة تهديدات الصواريخ الكورية الشمالية.  في وقت لاحق أعلنت كوريا الجنوبية أنها ستنشر ثاد بحلول نهاية عام 2017.
- اليابان في نوفمبر 2015 ، قال وزير الدفاع الياباني جين ناكاتاني إنه سيفكر في نشر الولايات المتحدة لصاروخ ثاد THAAD في اليابان لمواجهة تهديد الصواريخ الباليستية الكورية الشمالية.  بحلول أكتوبر 2016 ، كانت اليابان تدرس شراء نظام ثاد أو إيجيس لإضافة طبقة دفاع صاروخي جديدة. و في مايو 2017 أفيد أن مسؤولي الحكومة اليابانية يفضلون نظام إيجيس بسبب مدى تغطيته ، مما يعني عددًا أقل من المنظومات اللازمة لحماية اليابان ، كما أنه اقل تكلفة أيضًا.[7]
- تركيا وفقًا لمسؤولين أمريكيين ، تم نشر رادار AN / TPY-2 في قاعدة Kürecik الجوية التركية.  تم تفعيل الرادار في يناير 2012.[8]
- الإمارات العربية المتحدة وقعت الإمارات العربية المتحدة صفقة لشراء نظام الدفاع الصاروخي في 25 ديسمبر 2011.  أجريت أول تجربة بصواريخ باتريوت في عام 2014. وفي 17 يناير 2022 قامت المنظومة ثاد باعتراضها الأول في العالم في اختبار حقيقي ضد صاروخ باليستي أطلقته الجماعة الإرهابية الحوثية [9]
- إسرائيل تم نشر نظام الرادار X-Band ،في نيفاتيم منذ عام 2008 وبعد ذلك تم نقل الرادار إلى مكان غير معروف في صحراء النقب في جنوب إسرائيل.
- تايوان في عام 2017 ، زعم تقرير إعلامي مقره هونج كونج أنه يمكن نشر منظومة ثاد في تايوان لاعتراض صواريخ جمهورية الصين الشعبية . ومع ذلك ، قال وزير خارجية تايوان ، ديفيد لي ، إنه ليس على علم بأي محادثات مع الولايات المتحدة حول انتشار محتمل للمنظومة . و قال خبراء عسكريون محليون إنه لم يكن من الضروري ، نشر ثاد لأن الصين تهدد تايوان بصواريخ قصيرة المدى ، بينما صُممت منظومة ثاد لإسقاط صواريخ متوسطة وطويلة المدى.[10]